# Eurytherme
Eurytherme est un adjectif qualifiant les organismes adaptés à de grandes variations de température. À l'opposé de sténotherme.
L'intervalle thermique dans lequel la vie est possible est compris entre −200 °C et + 100 °C. Certaines formes (spore de Cryptogames, kystes de Nématodes ou de Tardigrades) peuvent supporter des températures inférieures à −180 °C. À l'inverse certaines Cyanophycées sont capables de se développer dans des eaux dont la température dépasse 80 °C.
Cependant l'intervalle de tolérance de la plupart des espèces vivantes est généralement beaucoup plus étroit, tout au plus 60 °C même pour des espèces très eurythermes. 

Le domaine des variations thermiques supportées par les végétaux et les animaux est plus étendu dans les régions subarctiques et les déserts que dans les milieux tempérés et les zones intertropicales où l'amplitude annuelle des températures est beaucoup plus faible.